# Максимилиан фон Крайлсхайм
Максимилиан Вилхелм Карл Ернст фон Крайлсхайм (на немски: Maximilian Wilhelm Carl Ernst Freiherr von Crailsheim; * 13 октомври 1797 в Рюгланд при Ансбах, Бавария; † 7 октомври 1844 в Амеранг при Розенхайм) от стария франкски род фон Крайлсхайм е фрайхер на Крайлсхайм в Баден-Вюртемберг.
Той е единствен син на фрайхер Кристиан Фридрих Еберхард фон Крайлсхайм (1771 – 1837) и съпругата му фрайин Вилхелмина Августа Ернестина Филипина фон Фалкенхаузен. Внук е на фрайхер Ернст Лудвиг Себастиан фон Крайлсхайм (1739 – 1823) и фрайин Амалия Йохана Елеонора София фон Ауфзес (1741 – 1793). Правнук е на фрайхер Вилхелм Фридрих Готфрид фон Крайлсхайм (1700 – 1742) и Кристина Албертина Ернестина Шенкин фон Гайерн (1707/1708 - 1790). Потомък е на рицар Албрехт фон Крайлсхайм († пр. 1320).
От 1700 и 1713 г. родът фон Крайлсхайм има титлата имперски фрайхер. Фамилията притежава от 1821 г. почти 200 години дворец Амеранг в Амеранг. Клонове на фалмилията съществуват до днес.

## Фамилия
Максимилиан фон Крайлсхайм се жени за графиня Вилхелмина Кайетана Антония фон Ламберг-Амеранг (* 11 януари 1803, Мюнхен; † 7 август 1883, Крайлфинг), дъщеря на граф Максимилиан Йозеф Франц фон Ламберг-Амеранг (1775 – 1837) и Мария Агнес Терезия Елизабет Текла Геновефа Хенрика Баселет де Ла Розее (1779 – 1821). Те имат 11 деца:
- Флорентина Вилхелмина Ернестина Тереза Йохана Агнес Кристиана Луиза Филипина Юлия Амалия Шарлота фон Крайлсхайм (* 10 декември 1819, Рюгланд; † 20 октомври 1899, Ансбах), омъжена за братовчед си фрайхер Франц Ернст Едуард фон Крайлсхайм (* 6 септември 1802, Рюгланд; † 15 март 1879, Ансбах), син на фрайхер Юлиус Вилхелм фон Крайлсхайм (1764 – 1812) и фрайин Юлия Каролина Хенриета фон Фалкенхаузен (1777 – 1839)
- Крафт Максимилиан Ернст Франц Кристиан Дезидериус Вилхелм Лудвиг фон Крайлсхайм цу Амеранг (* 22 март 1821, Рюгланд; † 4 юли 1892, Ансбах), женен I. за Амалия фон Луксбург (* 3 септември 1824 в Дрезден; † 3 август 1856 в Амеранг, Розенхайм), дъщеря на граф Фридрих фон Луксбург (1783 – 1856) и фрайин Мария Анна фон Гумпенберг-Пьотмес (1793 – 1854), II. на 9 октомври 1860 г. в Нюрнберг за фрайин София Ида Александрина фон и цу Ауфзес (* 18 април 1834, Нюрнберг; † 25 януари 1891, Ансбах); няма деца
- Мари Агнес фон Крайлсхайм (* 12 април 1822, Амеранг; † 27 ноември 1852, Кюгелхоф, Вюрт.), омъжена за фрайхер Фридрих Адолф фон Крайлсхайм (* 10 юли 1810, Морщайн; † 11 юни 1873, Хорнберг, окр. Крайлсхайм), син на фрайхер Албрехт Ернст Вилхелм фон Крайлсхайм (1773 – 1829) и фрайин Шарлота Луиза Каролина фон Щетен (1776 – 1812), вдовица на Карл Лудвиг Готлиб фон Крайлсхайм (1771 – 1798); имат 8 деца
- Теодор Каспар Рафаел Кристоф фон Крайлсхайм (* 11 май 1823, Амеранг; † 23 юни 1892, Мюнхен), женен за контеса Анна Мари Изабелла Маргарете Дроут д'Ерлон (* 12 януари 1827, Мюнхен; † 15 март 1895, Мюнхен); имат 9 деца
- Антон Вилхелм Максимилиан фон Крайлсхайм (* 25 септември 1824, Амеранг; † 27 април 1894, Мюнхен), женен за Мария Сибила Мюленбах (* 28 ноември 1848, Гротенхертен; † 20 ноември 1918, Мюнхен)
- Вилхелмина Мария фон Крайлсхайм (* 12 март 1826), омъжена за Фридрих Ширндингер фон Ширндинг
- Дезидериус Алойзиус фон Крайлсхайм (* 5 юли 1830; † 30 август 1882, Боксдорф), женен за Юлиа Хенриета Елеонора Йохана Фридерика фон Крайлсхайм
- Каролина София Франциска Вилхелмина Йозефина фон Крайлсхайм (* 2 юли 1831, Мюнхен; † 4 ноември 1832, Ансбах)
- Максимилиана Йозефа Мария фон Крайлсхайм (* 16 май 1836, Ансбах), омъжена за Бернхард фон Алвайр
- Густав Себастиан Крафт фон Крайлсхайм (* 9 ноември 1840, Амеранг; † 23 февруари 1864, Гюнс)
- Едуард Адолф Крафт фон Крайлсхайм (* 16 юни 1844, Мюнхен; † 6 август 1846, Винкл)